# David Megas Komnenos
Svatý David Megas Komnenos (okolo 1408, Trapezunt – 1. listopadu 1463, Konstantinopol) byl poslední císař Trapezuntu a mučedník.

## Život
Narodil se okolo roku 1408 jako syn trapezuntského císaře Alexia IV. a Theodory Kantakouzene.
Nástupcem jeho otce se stal Davidův bratr Ioannis IV. Komnenos. David se účastnil výprav svého bratra proti Janovcům a plnil také různé diplomatické úkoly. Roku 1458 ratifikoval v Adrianopolis smlouvu mezi jeho bratrem a sultánem Mehmedem II. Téhož roku také doprovázel svou neteř Theodoru ke dvoru jejího budoucího manžela Uzuna Hasana.
Poté, co Davidovi bratři Ioannis a Alexandr zemřeli, trůn na krátkou dobu přešel na jeho synovce Alexiose. Byzantský historik Laonikos Chalkokondyles popisuje Davida jako uzurpátora trůnu jeho synovce. Historik Michel Kurshankis napsal, že možným důvodem tohoto jednání mohla být Davidova zkušenost velitele, díky níž se považoval za lepšího kandidáta.
David se oženil s Marií Gótskou, s dcerou vládce knížectví Theodoro. Po Mariině smrti (asi roku 1447) se oženil s Helenou Kantakouzene, pravnučkou císaře Jana VI. Kantakuzenose.
David nastoupil na trůn roku 1460. Během své vlády se snažil vytvořit plnohodnotnou vojenskou koalici proti sultánu Mehmedu II. Kolem října 1460 se na dvoře císaře Fridricha III. objevil jistý Ludovico da Bologna se dvěma muži, kteří byli údajně velvyslanci z Persie a Gruzie. Přinesli dopisy podepsané nejen svými pány, ale i dalšími čtyřmi kavkazskými panovníky, kteří se chtěli zúčastnit spojenectví proti Osmanům. Tyto diplomatické manévry nezůstaly bez povšimnutí a uspíšily osmanský útok na Trapezunt. Pokladník trapezuntské říše a tajný agent Osmanů Georgios Amiroutzes poskytl sultánovi všechny potřebné informace, které posloužily k zcela nečekanému útoku na císařství.
Mehmed předstíral, že je ochoten vyjednávat se sousedními státy, oblehl Sinop a vynutil si jeho kapitulaci. Do Trapezuntu poslal flotilu a začal vést boj proti Uzunu Hasanovi. Uzun poslal svou matku Sarah Hatun s drahými dary, aby vyjednala mír. Podařilo se jí zachránit jen Akkojunluskou říši svého syna.
Po zneškodnění Davidova spojence se Mehmed přesunul do Trapezuntu. Jeho flotila se začátkem července vylodila v okolí města, porazila Davidovu armádu a vyplenila předměstí. Obléhání města trvalo déle než měsíc. Osmanský velitel Mahmud Paša zahájil jednání s Davidem ještě před sultánovým příjezdem a Davidův pokladník poradil císaři, aby se vzdal trůnu za určitých podmínek. Davidovi bylo nabídnuto, aby se vzdal se zachováním svého majetku a následným vyhnanstvím do Thrákie.
Davidova kapitulace 15. srpna 1461 znamená konec Trapezuntské říše a byzantské císařské tradice obecně. Sesazený císař, jeho rodina a dvořané byli posláni do Konstantinopole. Obyvatelstvo bylo rozděleno do skupin, někteří z místních vstoupili do služeb sultána, jiní byli deportováni do Konstantinopole, zbytku bylo dovoleno osídlit předměstí samotného Trapezuntu. Někteří místní mladíci byli odvedeni k janičářům.
David začal žít ve vyhnanství v Adrianopolis. Po dvou letech byl zatčen a odveden do Konstantinopole. Sultán Mehmed jej podezříval ze spojenectví s jeho nepřáteli. Dne 1. listopadu 1463 byl se svými syny Basileiosem, Georgiem a Manuelem a synovcem Alexiosem popraven.
Maria, vdova po Davidově starším bratrovi Alexandrovi, byla poslána do harému, stejně jako Davidova dcera Anna. Mariin syn Alexios se stal jedním ze sultánových strážců, následně vstoupil do služeb říše a zbohatl. Helena Kantakouzene byla potrestána za pohřbení svého manžela a syna a strávila zbytek života v chudobě.

## Manželství a děti
- 1. manželka Marie Gótská (zemřela okolo roku 1447)
- 2. manželka Helena Kantakouzene
  - syn Basileios Komnenos (zabit 1. listopadu 1463)
  - syn Manuil Komnenos (zabit 1. listopadu 1463)
  - Georgios Komnenos (zabit 1. listopadu 1463)
  - dcera Anna Komnena (manželka Zagana Paši a později Sinan Beje
  - dcera neznámého jména (manželka knížete Mamia Gurieliho)

## Kanonizace
V červenci roku 2013 byl spolu se svými syny a synovcem Alexiosem svatořečen Konstantinopolským patriarchátem jako mučedník.
Jejich svátek je připomínán 1. listopadu.